# Аши’абатум
Аши’абатум — жена парфянского царя Готарза I, правившего в начале I века до н. э.
По мнению Э. Миннза, имя Аши’абатум может в переводе с иранского означать «дающая награды» и «госпожа» или «защищённая». Она была одной из жён парфянского царя Готарза I, правившего в начале I века до н. э. Возможно, Аши’абатум была главной его женой, в отличие от другой, не названной по имени. На вавилонских табличках Аши’абатум упоминается как «супруга и госпожа» — тогда как некоторые другие, по замечанию авторов Ираники, назывались «супруга и царица».